# Bouvet-sziget
A Bouvet-sziget (norvégul: Bouvetøya) lakatlan, vulkanikus, sarkvidéki sziget az Atlanti-óceán déli részén, a Jóreménység fokától dél-délnyugatra. Norvégia külbirtoka.

## Földrajz
A sziget  93%-át jég borítja. A gleccserek a déli és keleti parton belenyúlnak a tengerbe, a többi partszakaszt meredek sziklák borítják, továbbá gyakran képződnek jégtáblák a partok mentén, ezért nagyon nehéz megközelíteni a szigetet. Legmagasabb pontja az Olavtoppen nevű csúcs, amely 780 méter magas. 1955 és 1958 között egy lávafolyam jelent meg a sziget nyugati partján.
A Bouvet-sziget az egyik legfélreesőbb hely a világon, holtversenyben más, hasonló kis szigetekkel, mint a Tristan da Cunha szigetek, a Húsvét-sziget, vagy a Pitcairn-szigetek. A legközelebbi szárazföld a Maud királyné föld az Antarktiszon, amely 1600 km-re van délre, és szintén lakatlan.

## Történelem

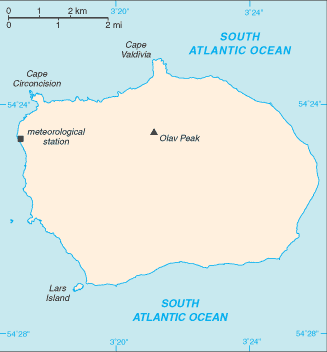
A Bouvet-sziget térképe

A Bouvet-szigetet 1739. január 1-jén fedezte fel Jean-Baptiste Charles Bouvet de Lozier, aki a francia Aigle és Marie hajók parancsnoka volt. Mivel a sziget pozícióját nem sikerült pontosan meghatározni, és Bouvet kapitány nem hajózta körbe, sokáig homályban maradt, hogy egy szigetről, vagy egy kontinens részéről van-e szó. Legközelebb 1808-ban találták meg, ekkor már sikerült pontosan meghatározni a helyzetét, bár a hajósok ezúttal sem szálltak partra. Először 1822 decemberében sikerült kikötni a szigeten; Benjamin Morrell, a "Wasp" nevű vitorlás kapitánya fókákra vadászott itt. 1825. december 10-én egy bizonyos Norris kapitány szállt partra és elnevezte az addig névtelen szigetet Liverpool-szigetnek és a brit korona nevében birtokba vette. A 19. század végéig a szigetet kísértetszigetnek tartották, mert több a felkutatására indult expedíció nem találta meg. Az első tartósabb emberi jelenlétre 1927-ig kellett várni, amikor pár hónapig norvég tengerészek táboroztak a szigeten, hogy Norvégia jogot formálhasson a területre. Ekkor nevezték el a szigetet Bouvetøyának, ami norvégül a Bouvet-sziget megfelelője.
1964-ben egy elhagyott mentőcsónakot találtak a szigeten felszereléssel együtt, de a csónak utasait már nem találták meg.
1971-ben a Bouvet-szigetet és a környező tengert természetvédelmi területté nyilvánították. A sziget lakatlan maradt, habár a norvégok automata meteorológiai állomást telepítettek ide 1977-ben.
1979. szeptember 22-én egy felderítő műhold olyan hatalmas fényvillanást észlelt az Indiai-óceán déli részén a Bouvet-sziget és a Prince Edward-szigetek között, ami csak nukleáris robbanástól vagy nagyerejű meteorbecsapódástól származhatott. Később kimutatták, hogy a térség vizei radioaktív anyagokkal szennyeződtek. Soha, egyetlen ország sem ismerte be, hogy köze lett volna a Vela-incidens néven ismertté vált esethez, de széles körben elterjedt az a feltételezés, hogy az Izrael és Dél-Afrika által közösen kifejlesztett atombomba tesztelésére került sor.
Habár lakatlan, a Bouvet-sziget önálló csúcsdoménnel (.bv) rendelkezik, jelenleg nincs használatban.

## A Bouvet-sziget a képzeletben
Az Alien vs. Predator – A Halál a Ragadozó ellen (2004) című film képzeletbeli helyszíne. A filmben a sziget norvég elnevezését (Bouvetøya) használják, a műholdfelvétel azonban az I. Péter-szigetet mutatja.